# Evermod Ratzeburški
Sveti Evermod Ratzeburški (Hainaut, 1100. – Ratzeburg, 17. veljače 1178.), belgijsko-njemački norbetrtinski redovnik, misionar i kanonik, dugogodišnji prijatelj Norberta od Xantena, osnivača premonstratenškog reda. 
Spomendan mu je 17. veljače.

## Životopis
Rođen je 1100. godine u pokrajini Hainaut, danas dijelu Belgije. Nakon što je 1120. u francuskom gradu Cambraiu poslušao propovijed sv. Norberta, postaje njegov vjerni suradnik i pratitelj na apostolskim putovanjima. Zajedno su pohodili Antwerpen, gdje su se borili protiv krivovjerja. Mjesec dana prije svoje smrti, 1134., Norbert ga je postavio za poglavara samostana Gottesgnaden u središnjoj Njemačkoj.
Zatim je 1136. postavljen za poglavara samostana svete Marije u Magdeburgu, u kojem je sveti Norbert nekoć bio biskup i veliki reformator. Iz Magdeburga je Evermod upravljao osnivanjem zajednica premonstratenza u Havelbergu, Jerichowu, Quedlinburgu i Pöhldeu. U Magdeburgu je Evermod ostao do 1154., kada je imenovan biskupom ratzeburškim na sjeveru Njemačke, gdje je podigao kaptol kanonika premonstratenza, a potvrdio ga je papa Hadrijan IV. Kao gorljivi misionar pokrštavao je Vende, zapadne slavenske narode, plemena i skupine, koji su živjeli u blizini germanskih naselja na sjeveru Njemačke. Putovao je svojom biskupijom i propovijedao Vendima na njihovom materinjem jeziku. Zbog toga je i dobio naslov „apostola Venda“ i „Svjetla Saske”.

## Štovanje
Svetim ga je 1728. službeno potvrdio papa Benedikt XIII. Naročito se časti u Hamburškoj nadbiskupiji i u redu premonstratenza (norbertinaca).